# Melancholie (Lucas Cranach de Oude)
Melancholie is een schilderij van Lucas Cranach de Oude uit 1532. Het werk maakt sinds 1759 deel uit van de collectie van het Statens Museum for Kunst in Kopenhagen.

## Voorstelling
Op het schilderij zijn drie naakte jongetjes te zien die met behulp van stokjes een grote bal door een hoepel proberen te rollen. Een gevleugelde vrouw snijdt in gedachten verzonken een stok door, misschien met de bedoeling om nog een hoepel te maken. Ze is de personificatie van melancholie.  Ze lijkt op de gevleugelde figuur op de gravure Melencolia I van Albrecht Dürer, die 18 jaar voor het schilderij van Cranach gemaakt is.
Volgens de idealen van de Renaissance was de hele wereld gebaseerd op analogieën. Zo werd melancholie bijvoorbeeld geassocieerd met Saturnus, honden, lood en houtsnijkunst. Op het schilderij zijn sommige van deze  analogieën te zien.
De kunst van Cranach is nauw verbonden met de reformatie en Maarten Luther, van wie hij een beroemd portret schilderde. Luther zag melancholie als 'Satans bad', een gemoedstoestand die bestreden moest worden. Het bijzondere gezelschap dat op de achtergrond te zien is, zou hiernaar kunnen verwijzen. In een donkere wolk dalen naakte vrouwen (heksen) gezeten op dieren af met in hun midden een goed geklede heer op een geit. Daaronder vallen geharnaste soldaten massaal van hun paard zonder dat er een tegenstander in zicht is.
Er zijn nog zeker drie andere versies van Melancholie bekend die op details van elkaar verschillen. Opvallend is dat Cranach zowel horizontale als verticale versies gemaakt heeft. 

## Herkomst
Het schilderij kwam van 1710 en 1742 voor in de inventaris van slot Gottorf. In 1759 werd het overgebracht naar het Deense Koninklijke Rariteitenkabinet, dat later de basis werd van het Statens Museum for Kunst. 
Mogelijk was het werk eerder in bezit van keizer Rudolf II, Christina van Zweden en Maria Elisabeth van Saksen. Deze laatste was getrouwd met Frederik III van Sleeswijk-Holstein-Gottorp en zou het werk meegenomen kunnen hebben naar slot Gottorf.

## Galerij

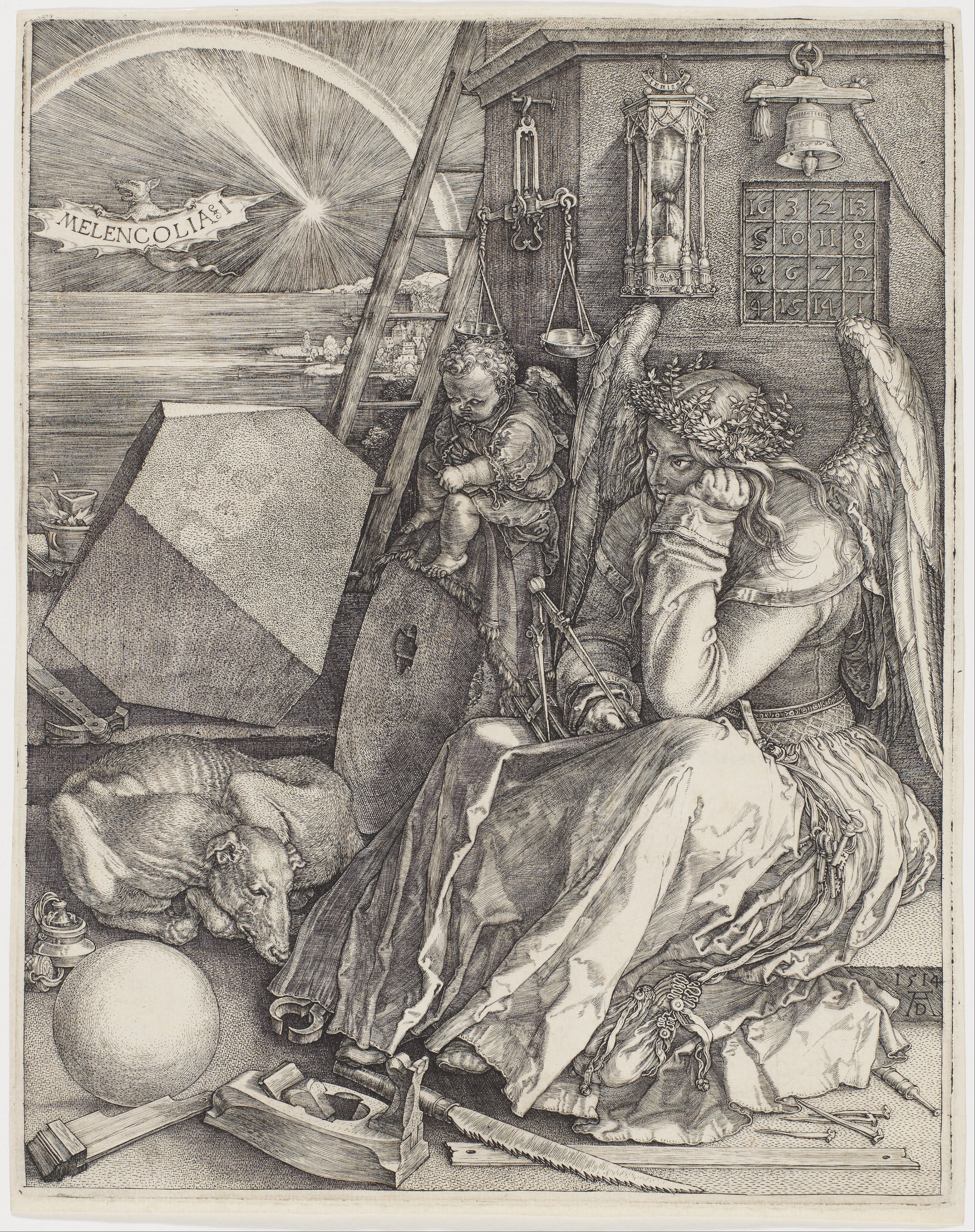
Melencolia I - Albrecht Dürer
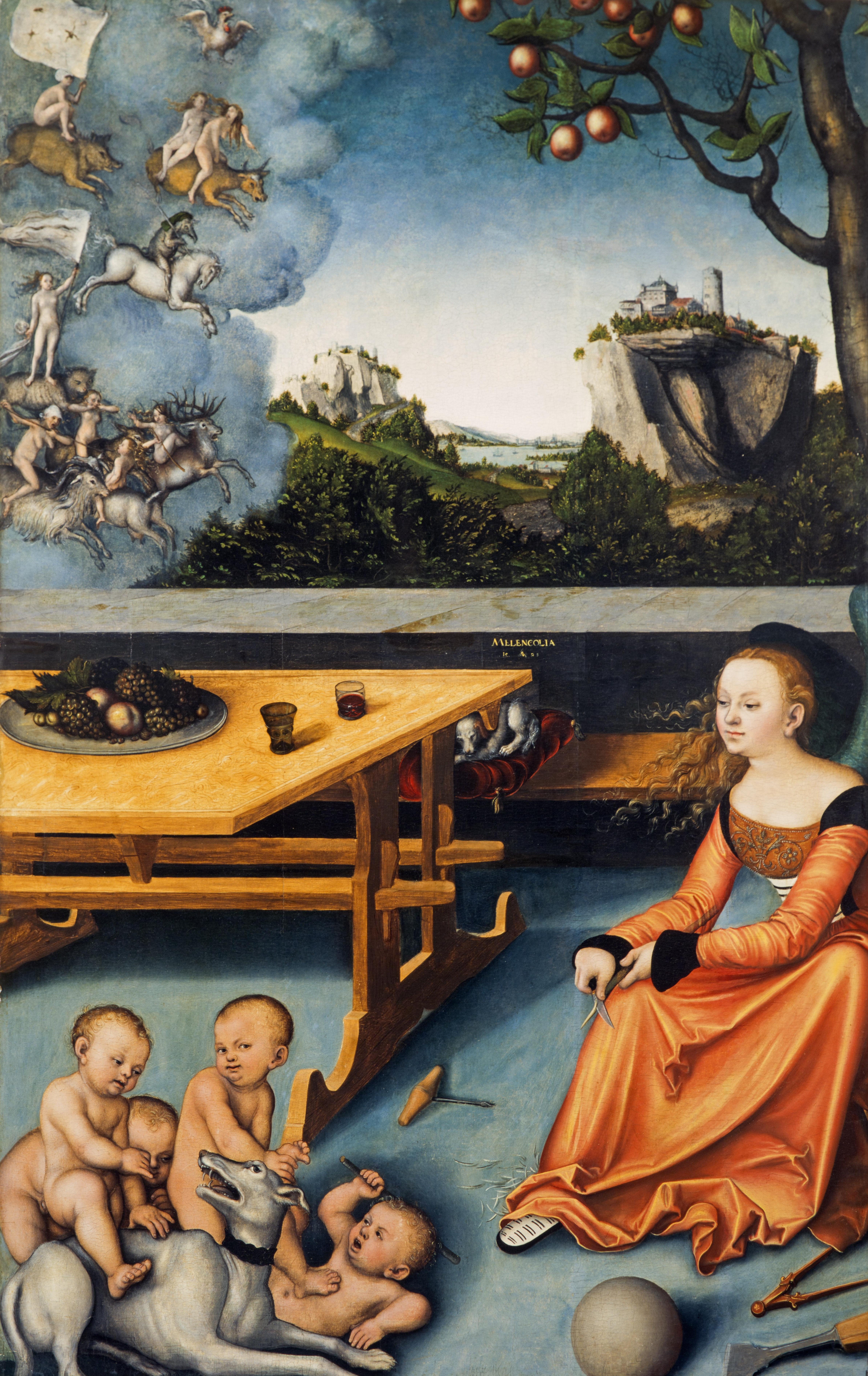
Versie uit 1528, Scottish National Gallery (bruikleen uit privé-collectie)
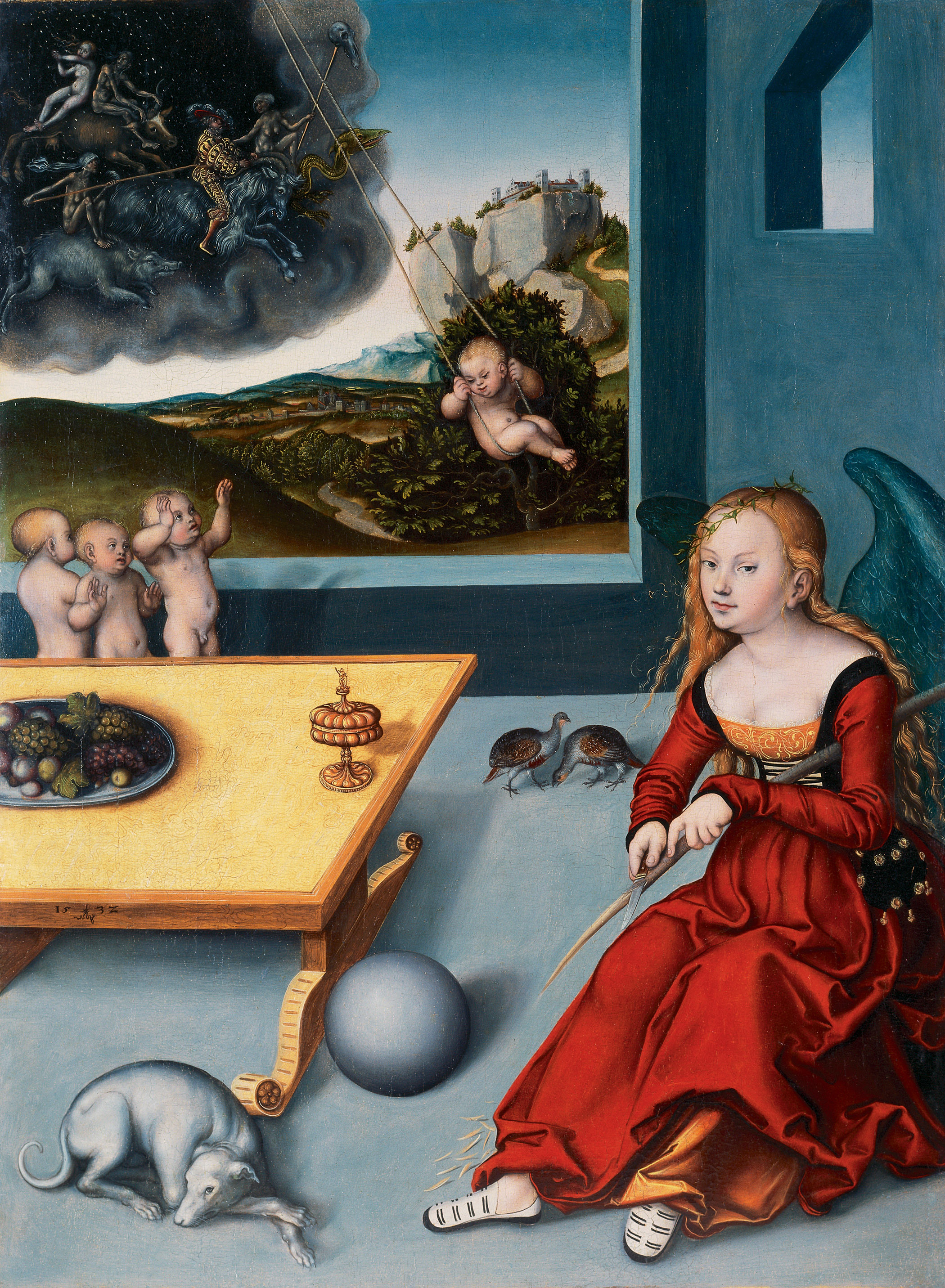
Versie uit 1532, Musée Unterlinden
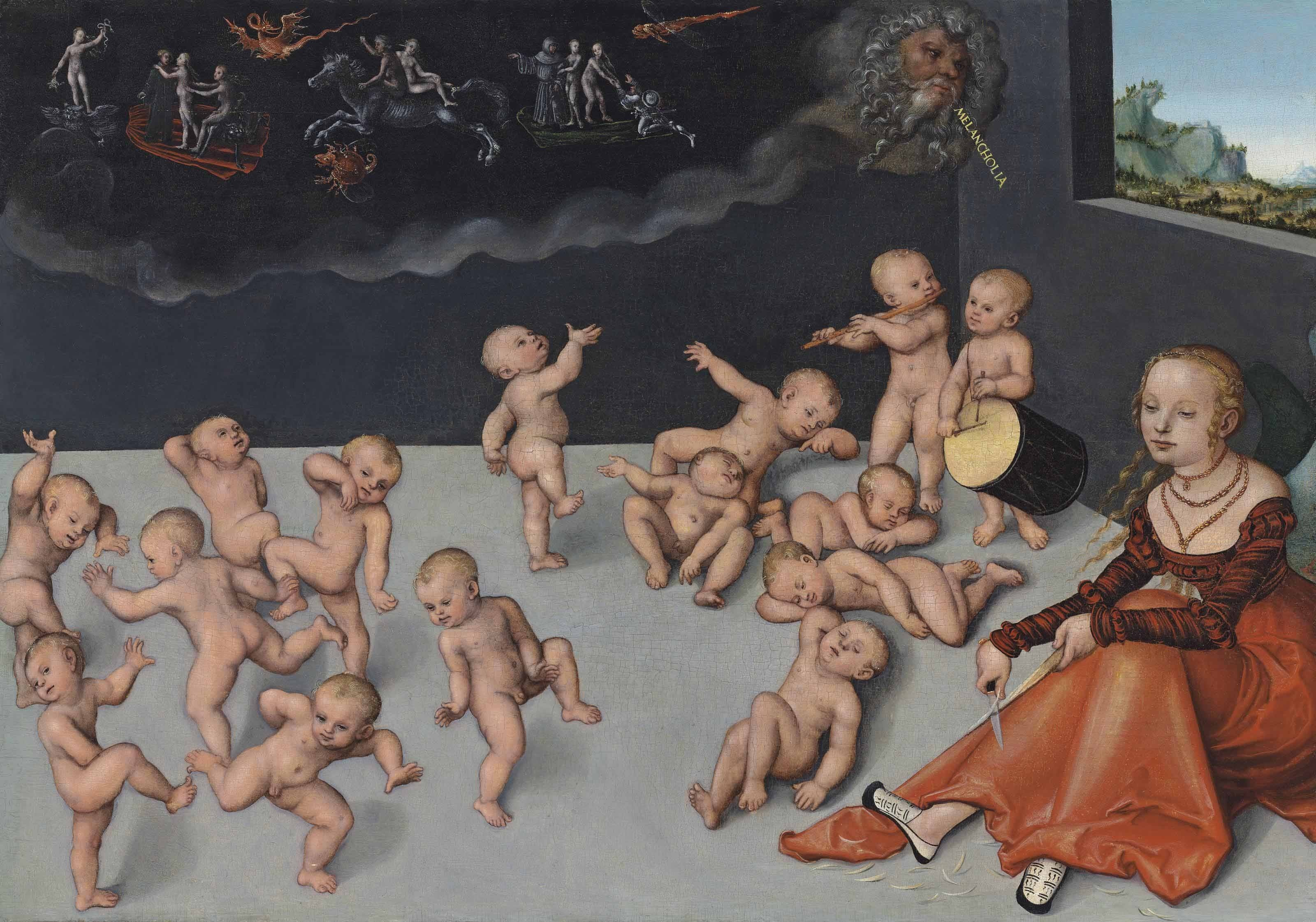
Versie uit 1533, privé-collectie